# Tipulamima malimba
Tipulamima malimba is een vlinder uit de familie wespvlinders (Sesiidae), onderfamilie Sesiinae.
Tipulamima malimba is voor het eerst wetenschappelijk beschreven door Beutenmüller in 1899. De soort komt voor in het Afrotropisch gebied.